# 10,5 cm K (gp.Sfl.)
Vous lisez un « bon article » labellisé en 2022.
Le 10,5 cm K (gp.Sfl.), occasionnellement surnommé Dicker Max, est un prototype de canon automoteur mis au point par le Troisième Reich pendant la Seconde Guerre mondiale. Le développement du véhicule commence en 1938 chez Krupp, avec pour objectif de produire un char destiné à l’attaque des fortifications de la ligne Maginot. Du fait de cette spécialisation, l’armement prévu est un canon de gros calibre, le 10,5 cm K 18, et le blindage se concentre sur l’avant en prévision de l’attaque frontale de cibles statiques. L’élaboration des spécifications attendues par le Wa Prüf 6, le département du Heereswaffenamt dédié aux chars, prend cependant du temps et celles-ci ne sont fixées qu’en août 1939. Deux prototypes sont produits entre novembre 1939 et mars 1941, mais le véhicule a largement perdu sa raison d’être à cette date. 
En conséquence, Adolf Hitler décide de donner au 10,5 cm K (gp.Sfl.) le rôle de chasseur de chars lourd, et les prototypes sont envoyés sur le front de l’Est au début de l’opération Barbarossa pour être testés sur le terrain au sein du Panzerjäger Abteilung 521 de la 3e Panzerdivision. Les résultats de ces essais sont mitigés : peu mobile et faiblement blindé sur les côtés, le véhicule se prête mal à la guerre offensive ; les équipages se montrent également critiques vis-à-vis de l’armement, qui est difficilement utilisable en raison de l’inadéquation des optiques de visée, de la difficulté d’observer la trajectoire des obus du fait de la poussière soulevée lors des tirs et du faible débattement latéral du canon. Par ailleurs, si les obus explosifs donnent de bons résultats contre les fortifications et l’infanterie, les obus perforants ne se montrent pas à la hauteur des performances attendues. Krupp synthétise ces observations dans un rapport rédigé à la fin de l’année 1941 et fait remarquer que le char Tigre, alors en développement, offre de meilleures perspectives. C’est probablement pour ces raisons que le 10,5 cm K (gp.Sfl.) n’est finalement pas produit en série.
Aucun exemplaire ne survit à la guerre : un des prototypes est détruit par un incendie accidentel pendant l’été 1941, tandis que le second est mentionné pour la dernière fois au début de l’été 1942, lorsqu’il est renvoyé sur le front de l’Est, son destin ultérieur étant inconnu.

## Dénomination
Dans un premier temps, le véhicule reçoit la désignation 10 cm K. Pz.Sfl.IVa, pour 10 cm Kanone auf Panzerselbstfahrlafette IVa, ce qui se traduit par « canon de 10 cm sur châssis automoteur blindé IVa ». Il est renommé en août 1941 10,5 cm K. (gp.Sfl.) pour 10,5 cm Kanone (gepanzerte Selbstfahrlafette), le sens étant le même que celui de l’appellation précédente. Au sein du Panzerjäger Abteilung 521, le véhicule est appelé schwere Jaeger (10 cm Sfl.) ainsi que Dicker Max (« gros Max »),.
Le canon lui-même est affublé de surnoms provenant de son rôle d’origine, qui ne lui sont pas forcément propres, mais ont également été utilisés pour d’autres pièces d’artillerie. Le premier est Schartenbrecher, littéralement « destructeur de meurtrières », car le K 18 a été conçu pour neutraliser les fortifications en tirant sur les ouvertures de tir. Le second est Bunkerknacker, « casseur de casemate ».

## Développement et production

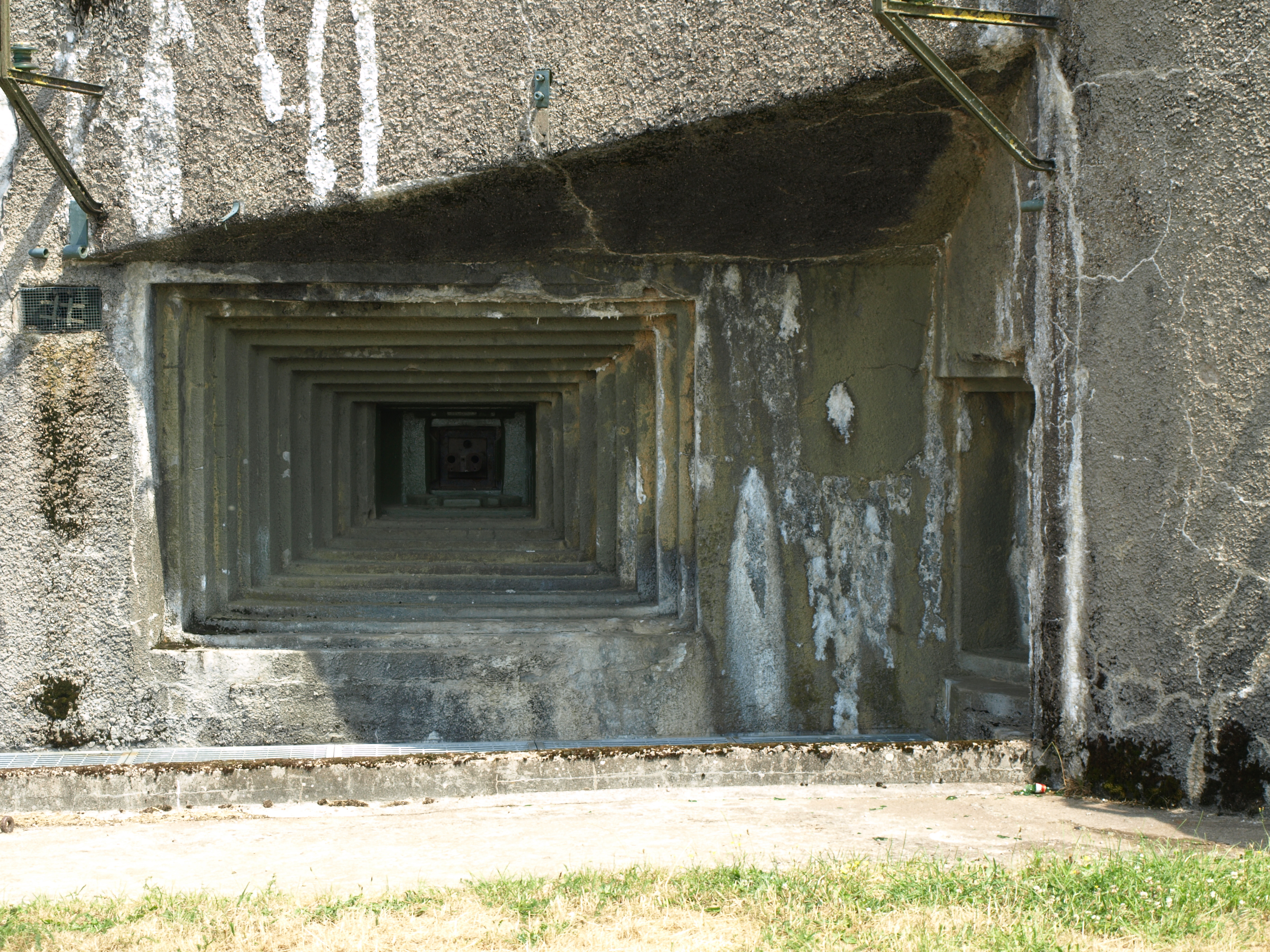
Le véhicule est conçu à l’origine pour neutraliser les ouvrages de la Ligne Maginot en détruisant leurs créneaux de tir.

Vers 1938, Krupp reçoit l’ordre de développer un canon automoteur de 10,5 cm L/52 devant servir à attaquer des positions fortifiées,. Le véhicule doit être conçu en concurrence avec un autre modèle développé par Henschel et équipé d’un canon encore plus grand, le 12,8 cm K 40. Un premier jeu de dessins est présenté au Wa Prüf 6 le 25 avril 1939, avec différentes configurations envisageables. La position du moteur fait notamment l’objet d’un important débat entre les deux organisations : les ingénieurs de Krupp préfèrent le placer de manière classique à l’arrière, mais le Wa Prüf 6 impose une position centrale, sous le canon. Cette configuration permet de réduire la longueur de canon dépassant à l’avant du véhicule, mais a de nombreux inconvénients : mal équilibré, le véhicule risquerait de balancer violemment lors des tirs, un problème aggravé par le fait que le canon se trouve plus haut ; par ailleurs la maintenance serait difficile et l’équipage fortement incommodé par le bruit, la chaleur et la fumée.
Krupp achève début mai un nouveau jeu de dessin prenant en compte les exigences du Wa Prüf 6. L’espace disponible en position centrale étant limité, le nouveau concept doit abandonner le moteur Maybach HL 116 initialement prévu pour un Maybach HL 66 beaucoup moins puissant. Les échanges se poursuivent pendant le mois de mai et Krupp commence à travailler sur une maquette en bois grandeur nature. En parallèle, afin de réduire la masse, la suspension à barres de torsion est abandonnée en faveur du train de roulement du Panzer IV.
Les caractéristiques définitives sont fixées le 21 août 1939 pour deux premiers prototypes. Il est envisagé dans un premier temps d’utiliser un train de roulement différent pour les suivants, mais cette idée est abandonnée dès le mois de septembre. Le 11 octobre 1939, juste avant l’entrée en production, il s’avère nécessaire de choisir une autre transmission, le modèle prévu n’étant pas disponible. Une transmission Zahnradfabrik SSG 46 est finalement choisie le 4 novembre malgré les réserves du fabricant quant aux performances, qui se trouvent dégradées.
Les prototypes sont présentés à Hitler le 31 mars 1941 et celui-ci décide le 26 mai que le véhicule devra finalement être utilisé dans le rôle de chasseur de chars lourd afin de combattre les futurs chars lourds britanniques et américains. Des essais opérationnels sont réalisés en 1941, avec des résultats mitigés. Ceci amène Krupp à conclure dans un rapport rédigé à la fin de l’année 1941 que, si l’armement est puissant, le blindage est en revanche insuffisant pour permettre l’emploi du véhicule dans des actions offensives. L’entreprise y fait également remarquer que les prototypes du Tigre, alors en développement, offrent de meilleures perspectives. C’est probablement pour ces raisons que le 10,5 cm K (gp.Sfl.) n’entre pas en production de série, les deux prototypes restant les seuls exemplaires construits.

## Histoire opérationnelle

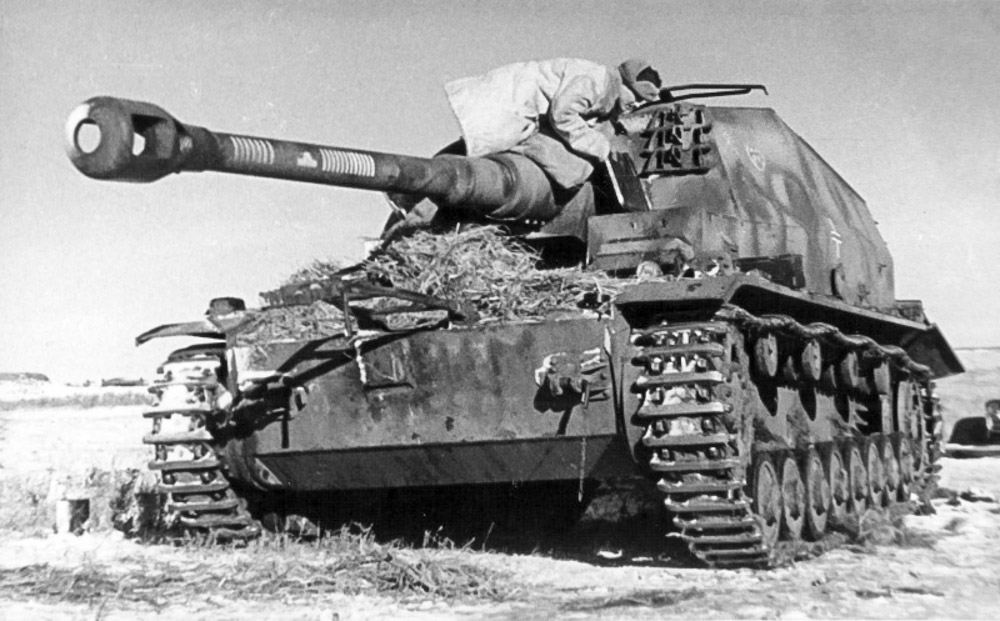
Dernière photographie connue du 10,5 cm K (gp.Sfl.) en 1942.

Afin de réaliser des essais sur le terrain, les deux prototypes sont d’abord affectés au Panzerjäger Abteilung 521 en prévision d’une attaque contre Gibraltar. Les deux canons sont le cœur d’un Zug et sont accompagnés d’un véhicule de défense aérienne, d’une voiture-radio, d’un groupe destiné à l’approvisionnement en munition et d’un élément du train. Ce projet étant abandonné, l’Abteilung est rattaché à la 3. Panzer-Division et envoyé en Russie au début de l’opération Barbarossa.
Le canon est utilisé pour la première fois au combat le 23 juin 1941 près de Kobryn, uniquement contre de l’infanterie et des canons antichars. Peu de temps après, lors d’un déplacement, l’un des deux véhicules prend soudainement feu, laissant à peine le temps à l’équipage de l’évacuer avant d’exploser. Les premières évaluations sur l’efficacité du char sont sévères et soulignent son inadaptation au combat de première ligne. En effet, outre la faiblesse du blindage sur les côtés, son manque de mobilité et le débattement latéral trop limité du canon permettent à l'ennemi de le contourner facilement. Par ailleurs, il est impératif de disposer d’une équipe d’observateurs en parallèle, la poussière soulevée lors des tirs empêchant l’équipage d’observer leur effet. L’évaluation se conclut toutefois sur une note positive en faisant remarquer que le canon s’est montré efficace pour assurer le support contre l’infanterie et n’a pas encore été utilisé pour ce pour quoi il a été conçu, à savoir la lutte contre les fortifications et les chars lourds.
Le premier affrontement contre des chars a lieu le 20 août 1941 près d’Askolki. Le résultat est mitigé en raison de la grande distance d’engagement, à environ 4 000 m : les chars adverses ont pu être immobilisés, mais le blindage des chars lourds n’a pas été perforé et ils ont été détruits par leurs propres équipages. Un autre engagement les 29 et 30 août 1941 près de Dewitschi et Markoff est davantage couronné de succès, avec un char lourd détruit et deux autres mis hors de combat. L’évaluation finale est cependant plutôt négative : outre les problèmes déjà répertoriés, les équipages observent que la capacité de pénétration du canon reste limitée contre les chars lourds, qu’il est généralement seulement possible d’immobiliser sans pouvoir les détruire. La difficulté à observer le résultat des tirs et les mauvaises performances des dispositifs de visée sont également un problème majeur.
À la fin de l’année 1941, le prototype survivant est renvoyé en usine pour faire l’objet de réparations. Il est ensuite réaffecté au Panzerjäger Abteilung 521 au début du mois de juin 1942 pour l’attaque contre Stalingrad. Son destin ultérieur est inconnu, aucun document ne l’évoquant par la suite, tandis qu’il ne figure plus dans la liste des effectifs de l’Abteilung de novembre 1942.

## Caractéristiques

### Motricité

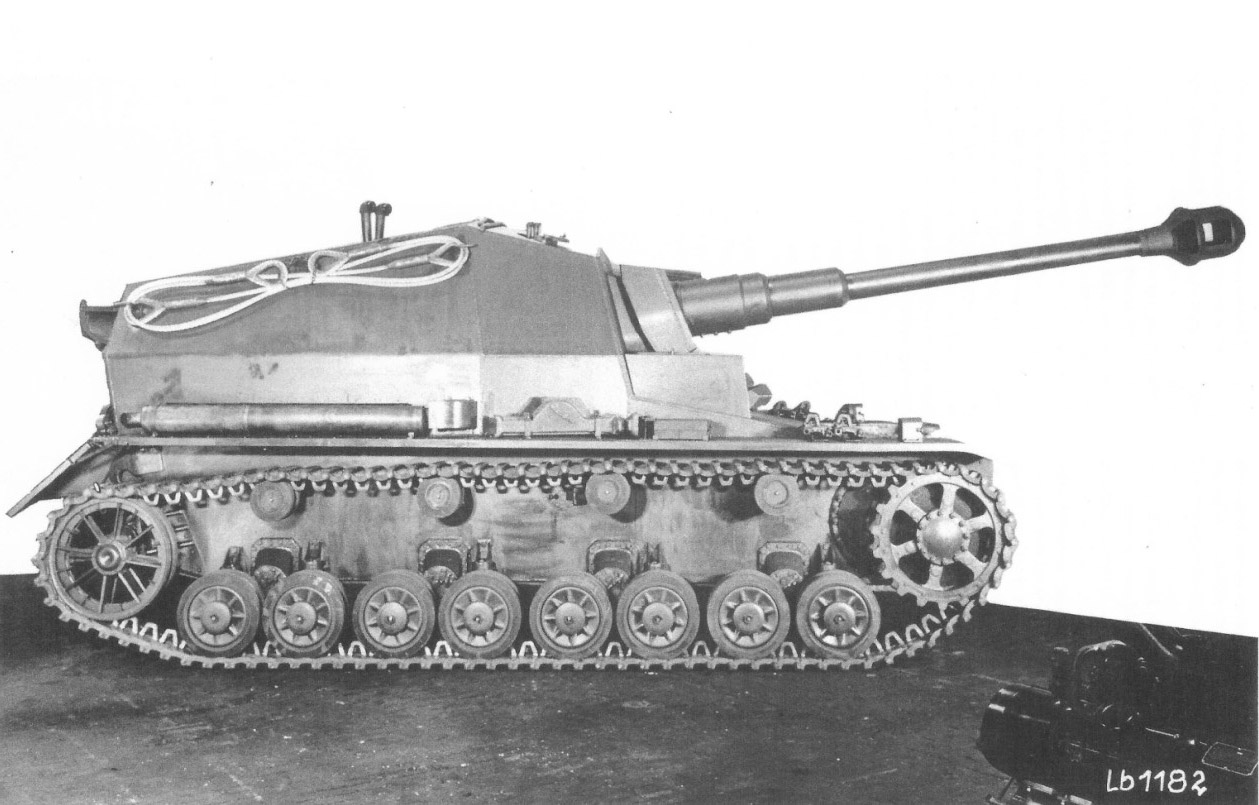
Vue latérale mettant en évidence le train de roulement du Panzer IV.

Le choix du moteur, en lien avec son emplacement, est l’un des principaux point d’achoppement entre Krupp et le Wa Prüf 6 lors de la phase initiale du développement. Dans les projets initiaux, Krupp envisage un moteur de 320 ch placé à l’arrière de la caisse. Le Wa Prüf 6 ayant insisté pour que le moteur soit en position centrale, Krupp propose un moteur Maybach HL116 six cylindres en ligne de 265 ch à 3 300 t/m. Celui-ci a néanmoins l’inconvénient d’être trop haut, l’alternative pour réduire la hauteur étant le Maybach HL120, un V12 développant 300 ch à 2 000 t/m, qui a lui-même l’inconvénient d’être trop lourd et proche du retrait du service. Malgré les réticences des ingénieurs de Krupp, qui considèrent que le véhicule sera sous-motorisé, le Wa prüf 6 impose alors un plus petit moteur, le Maybach HL66 à six cylindres en ligne, dont la puissance n’est que de 180 ch à 3 200 t/m. Avec une puissance massique de seulement 8,2 ch/t le Dicker Max est ainsi peu mobile pour un chasseur de chars et sujet aux surchauffes de moteur.
Initialement, le 10,5 cm K (gp.Sfl.) aurait dû être équipé d’une boîte de vitesses semi-automatique Maybach Variorex et d’un système de direction à plusieurs différentiels produit par MAN. La première facilite la conduite, le conducteur n’ayant qu’à présélectionner la vitesse, le changement s’effectuant automatiquement, tandis que le second permet au véhicule de tourner sur place. Cette disposition est abandonnée pour des raisons de disponibilité en octobre 1939 au profit d’un arrangement plus simple composé d’une boîte de vitesses Zahnradfabrik SSG 46 et d’un système de direction MAN Cletrac. Ce dernier ne permet pas la rotation sur place, le rayon de braquage minimal étant de 4,5 m. La SSG 46 quant à elle n’est pas prévue pour être utilisée avec un moteur de cette puissance, mais elle est tout de même retenue malgré les réserves du fabricant. Cette inadéquation a pour conséquence de fortement réduire la vitesse maximale, qui s’élève alors à seulement 27 km/h, et de générer des pannes fréquentes du fait de la surcharge sur la transmission, la direction et les freins,.
Après avoir envisagé au début une suspension à barres de torsion, les difficultés à développer rapidement un tel système amènent Krupp à proposer d’utiliser le train de roulement du Panzer III à la place. C’est toutefois finalement celui du Panzer IV qui est retenu, en dépit de performances moindres, car il est plus léger que le précédent, ainsi que disponible immédiatement. Un autre facteur en faveur de ce choix est qu’il s’agit d’un matériel déjà éprouvé, à l’inverse d’un train de roulement de conception nouvelle à barres de torsion.

### Protection
Le blindage est composé de plaques soudées donnant au char une apparence anguleuse. Le rôle du véhicule ayant été à l’origine d’attaquer des fortifications statiques, la protection est concentrée sur l’avant avec des plaques d’acier de 50 mm à surface durcie. Les côtés sont limités à des plaques de 20 mm sans traitement particulier, ce qui n’assure une protection que contre les éclats et les armes légères de calibre inférieur à 12,7 mm. La partie supérieure de la casemate est largement ouverte, rendant le véhicule particulièrement vulnérable aux attaques aériennes et à l’artillerie. Afin de protéger au minimum l’équipage un toit blindé couvre les positions du tireur et du chef de char, tandis que les chargeurs disposent de petits abris à l’arrière. Une bâche est également fournie pour abriter les hommes de la pluie.
Afin de perturber les tireurs adverses, une superstructure de camouflage (Tarnaufbauten) est installée à l’avant-droit de la caisse et reproduit exactement l’aspect extérieur du poste de conduite situé symétriquement à gauche. À des fins d’identification, la Balkenkreuz est apposée sur chaque côté de la casemate. L’insigne du Panzerjäger Abteilung 521, un écu entouré de bois de cerf, est également peint à l’avant-gauche de celle-ci.

### Armement et équipement

#### Armement principal

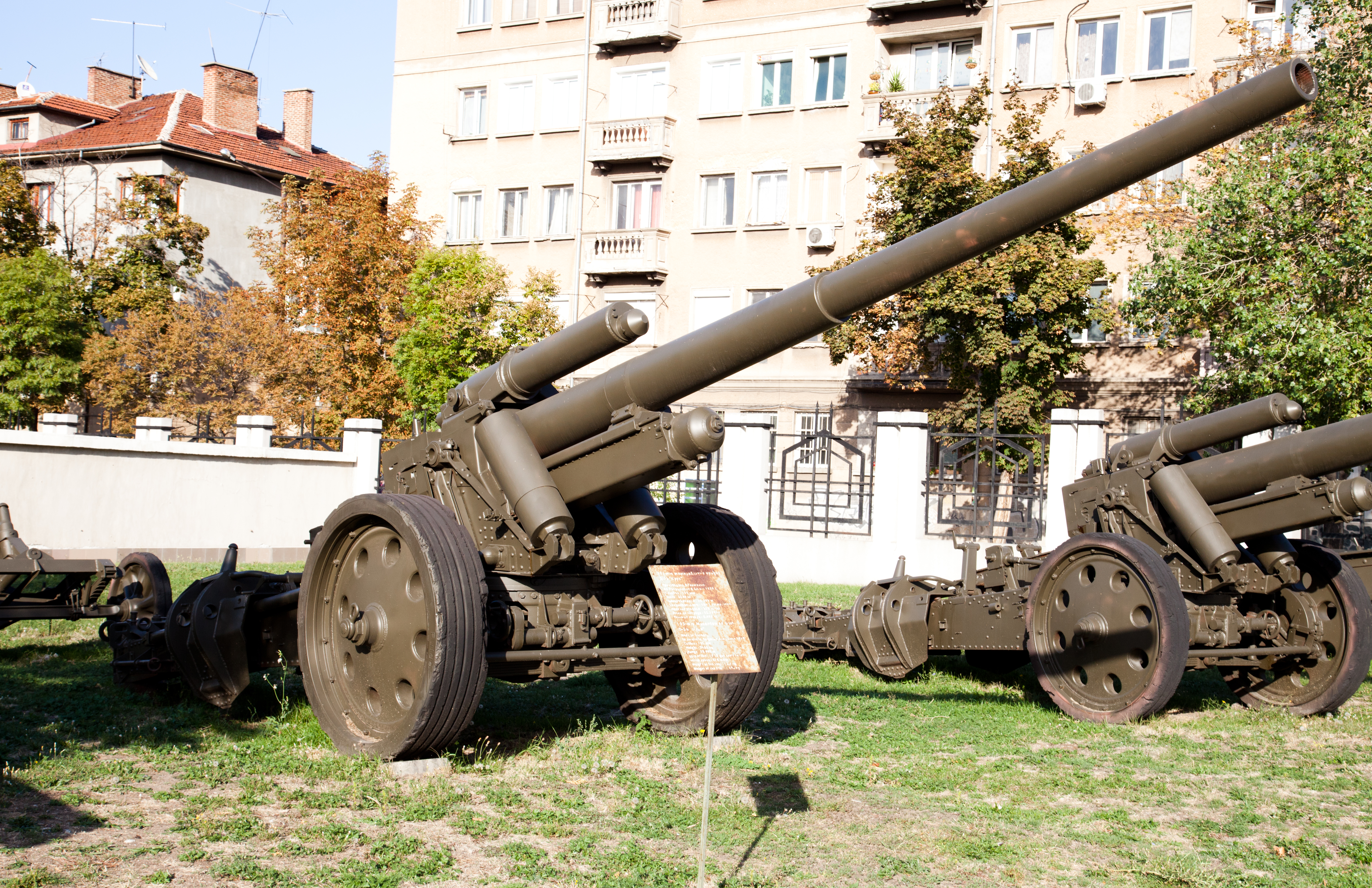
Le s K18, précurseur du canon utilisé sur le 10,5 cm K (gp.Sfl.).

Le canon 10,5 cm K 18 développé par Krupp est le cœur du véhicule. Il s’agit d’une adaptation du 10 cm s K 18 entré en service en 1935 en même temps que le 15 cm s FH 18. Ce dernier étant dépourvu de toute capacité antichar, le K 18 permet aux unités d’artillerie des Panzerdivisionen de disposer d’un moyen de se défendre, même s’il n’est disponible qu’en petites quantités, avec seulement 402 exemplaires en service au 1er septembre 1939.
L’installation sur véhicule nécessite des modifications du canon d’origine. La principale consiste en l’ajout d’un frein de bouche permettant de réduire le recul de 100 cm à 80 cm, ce qui diminue la longueur du tube d’une vingtaine de centimètres, celui-ci mesurant désormais 546 cm, soit L/52 en calibres,. La vitesse en sortie de bouche en est légèrement affectée, étant réduite de 835 à 822 m/s.
L’arme n’est cependant pas exempte de défauts. Le premier est son faible débattement de seulement 8° à gauche et à droite de l’axe, ce qui empêche d’affronter des cibles se déplaçant perpendiculairement par rapport au véhicule,. Un autre défaut est que ses performances en matière de pénétration sont relativement faibles au regard de son calibre, loin des capacités théoriques annoncées. Il est ainsi recommandé après les premiers essais opérationnels de ne plus engager de cibles à plus de 1 000 m, leur destruction n’étant sinon pas garantie. En dépit de ces inconvénients, le véhicule reste plus pratique que le s K 18 d’origine, que sa masse de 6 t rend peu mobile et difficile à déployer.

#### Munitions
Le K18 ne peut tirer que deux types d’obus : le 10 cm Granate 19 (Gr. 19) est un obus explosif utilisé contre l’infanterie, les véhicules légers et les structures non-renforcées, tandis que le 10 cm Panzergranate Rot (PzGr Rot) est un boulet perforant coiffé à fausse ogive pour la lutte contre les chars et les fortifications. Le projectile peut en théorie percer environ 111 mm de blindage incliné à 30° à 2 000 m et 155 mm à 500 m ou 132 mm de blindage non incliné à une distance de 2 000 m,.
Les munitions de grande taille étant difficiles à manipuler dans un véhicule blindé, celles-ci sont divisées en deux parties : le projectile et la charge propulsive. Cette dernière est plus ou moins importante selon le type d’obus tiré, le PzGr Rot utilisant une charge plus importante que le Gr. 19. Conséquence directe de cette grande taille, le nombre d’obus pouvant être emportés à l’intérieur du véhicule est limité à vingt-six. Cela impose d’avoir en permanence un transport de munitions à proximité pour éviter une pénurie en plein combat.

#### Optiques
Le tireur dispose de deux viseurs : un Rundblickfernrohr 34 pour le tir indirect et un Selbstfahrlafette-Zielfernrohr (Sfl. Z.F.) pour le tir direct. Ce dernier présente un grandissement de 2x pour un champ couvert de 20°. Le chef de char a de son côté un périscope panoramique binoculaire Turmspähfernrohr (T.S.F.), mais celui-ci est considéré comme inutilisable par les équipages, qui demandent — sans l’obtenir — son remplacement par un périscope d’artillerie (Scherenfernrohr). Paradoxalement le véhicule possède un dispositif de ce type installé sur un bras articulé, mais celui-ci est assigné au chargeur, dont le rôle au combat ne laisse guère de place à l’observation,.

#### Armement secondaire et communications

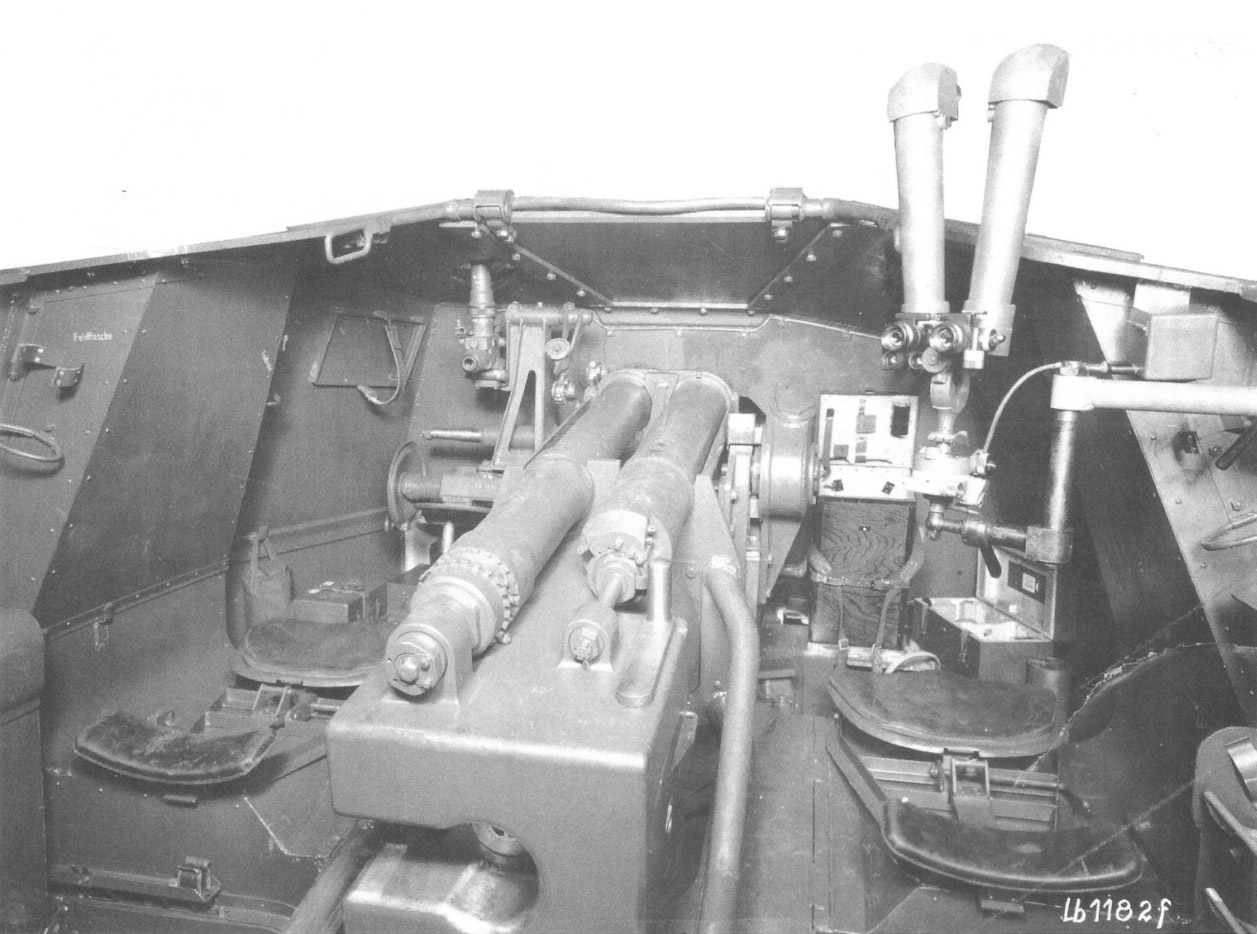
Vue intérieure du premier prototype, avec le siège du tireur à gauche et celui du chef de char à droite. Le grand périscope binoculaire n’est pas prévu pour lui, mais pour l’un des chargeurs qui prend place derrière.

Bien que cette arme ne soit pas mentionnée dans les spécifications du Wa Prüf 6, l’armement secondaire pourrait avoir été composé d’une mitrailleuse MG34. L’équipage dispose également de trois ou quatre pistolets-mitrailleurs avec trois chargeurs pour chacun.
Pour échanger avec les autres véhicules, le chef de char dispose d’un émetteur-récepteur FuG5. Il s’agit de la radio standard installée sur la plupart des chars de l’armée allemande, dont l’émetteur de 10 W a une portée maximale de 4 km dans de bonnes conditions. À défaut de radio, le chef de char peut également utiliser des drapeaux ou son pistolet lance-fusées, qui lui permet de tirer des fusées pour éclairer une zone ou marquer des cibles, notamment en cas de demande d'appui aérien rapproché.

### Équipage
L’équipage est composé de cinq hommes. Le conducteur est isolé dans son compartiment à l’avant gauche du véhicule et communique avec le reste de l’équipage par des tubes acoustiques. Le chef de char et le tireur se trouvent respectivement à droite et à gauche du canon tandis que les deux chargeurs prennent place à l’arrière du compartiment de combat.

### Données techniques
| Longueur hors tout         | 7,47 m      |
| Longueur caisse            | 5,80 m      |
| Largeur hors tout          | 2,86 m      |
| Hauteur                    | 2,53 m      |
| Hauteur du canon           | 1,90 m      |
| Longueur de contact au sol | 3,52 m      |
| Garde au sol               | 0,40 m      |
| Masse en ordre de combat   | 22 000 kg   |
| Pression au sol            | 0,82 kg/cm2 |

| Motorisation               | Maybach HL 66 Pla              |
| Puissance                  | 180 ch à 3200 tours par minute |
| Puissance massique         | 8,2 ch/t                       |
| Transmission               | ZF SSG46                       |
| Suspension                 | Ressorts à lames               |
| Type de carburant          | Essence                        |
| Vitesse maximale sur route | 27 km/h                        |
| Autonomie sur route        | 170 km                         |
| Autonomie hors route       | 120 km                         |
| Franchissement hauteur     | 0,65 m                         |
| Franchissement largeur     | 2,30 m                         |
| Franchissement profondeur  | 1,05 m                         |
| Franchissement pente       | 27°                            |

| Caisse avant     | 50 mm à 10-12° |
| Caisse côtés     | 20 mm à 0°     |
| Caisse arrière   | 20 mm à 10°    |
| Caisse toit      | 12 mm à 90°    |
| Plancher         | 10 mm à 90°    |
| Casemate avant   | 30 mm à 14°    |
| Mantelet         | 50 mm à 10°    |
| Casemate côtés   | 20 mm à 14°    |
| Casemate arrière | 20 mm à 20°    |
| Casemate toit    | Ouvert         |

| Armement principal                    | 10,5 cm Kanone L/52                                             |
| Traverse/Élévation armement principal | 8° de chaque côté / -15° à +10°                                 |
| Viseur armement principal             | Sfl. Z.F. 1,2x                                                  |
| Munitions armement principal          | 26 obus                                                         |
| Armement secondaire                   | Une MG34                                                        |
| Autre armement                        | Trois ou quatre pistolets mitrailleurs (576 cartouches de 9 mm) |
| Radio                                 | FuG 5                                                           |